# Escuela de latinidad

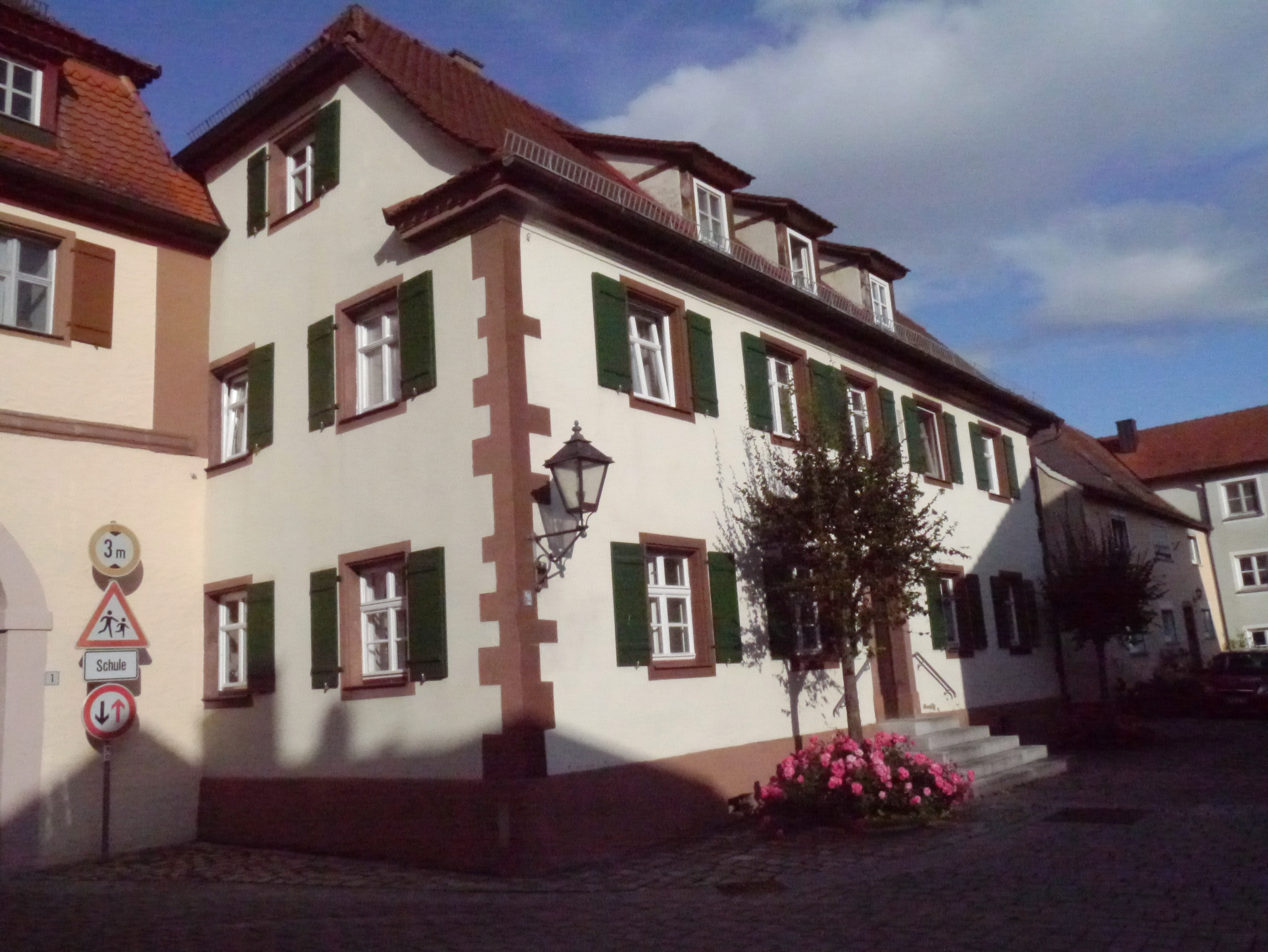
Lateinschule de Merkendorf.

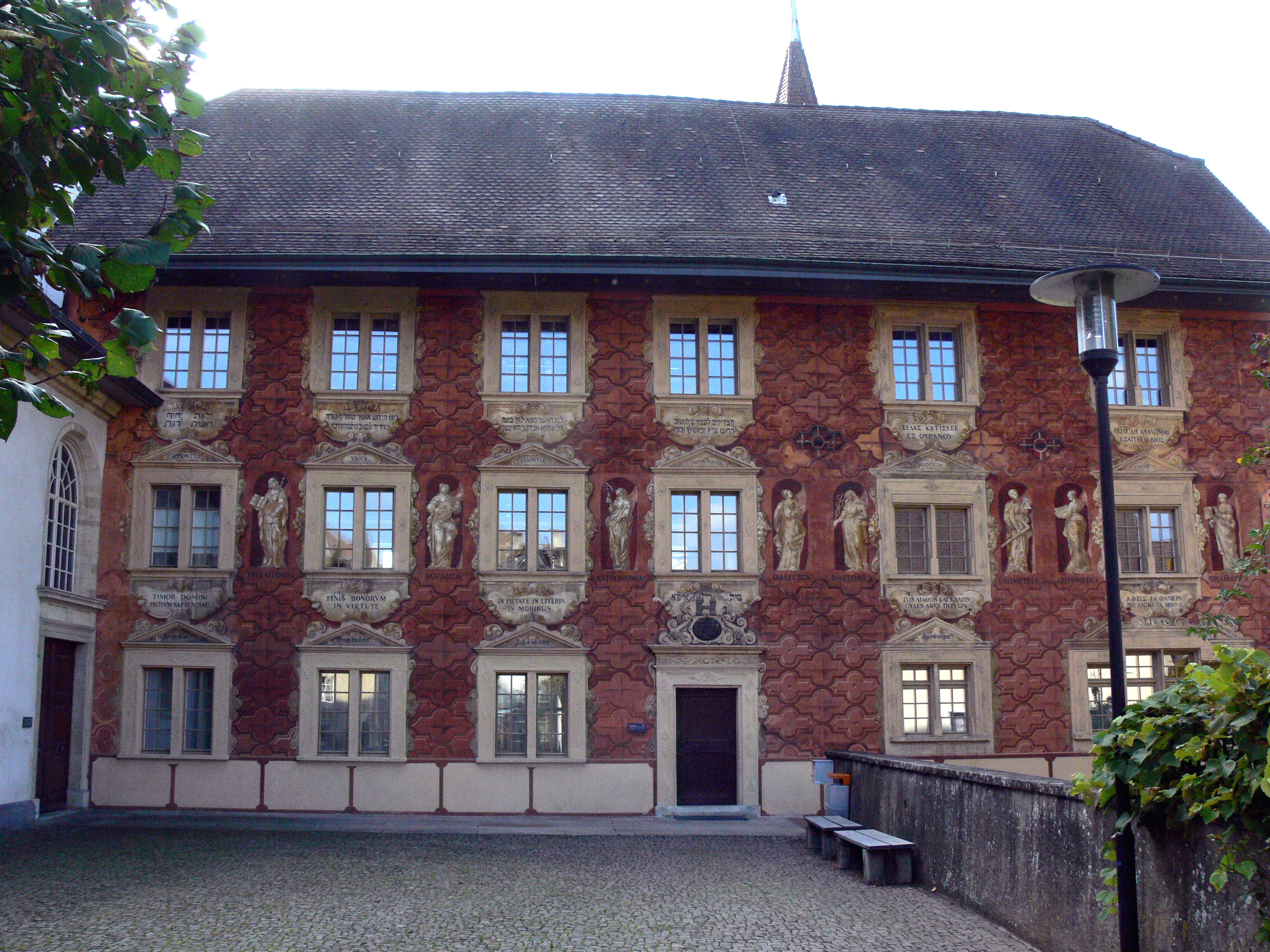
Alte Lateinschule de Brujas.

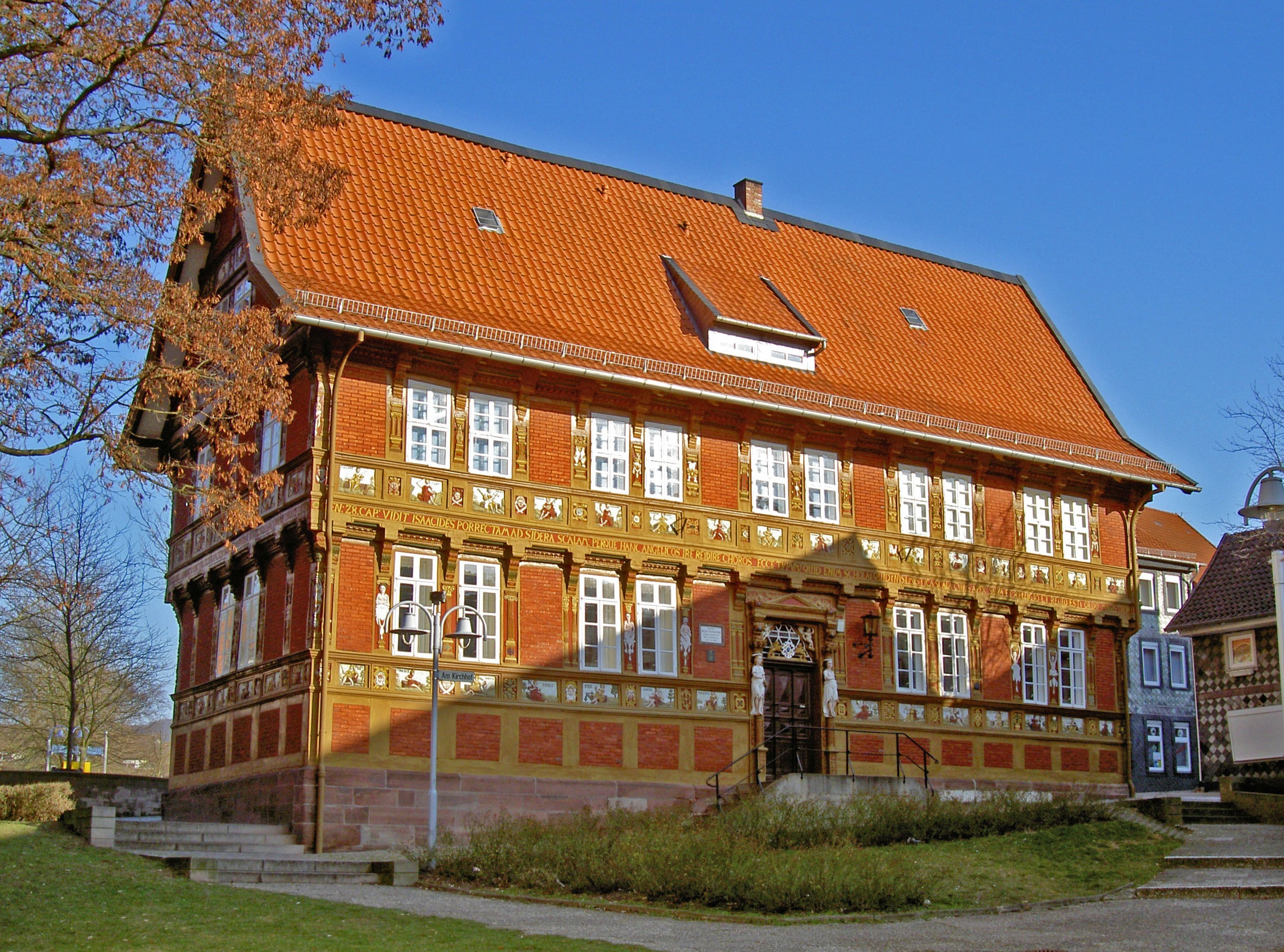
Alte Lateinschule de Alfeld.

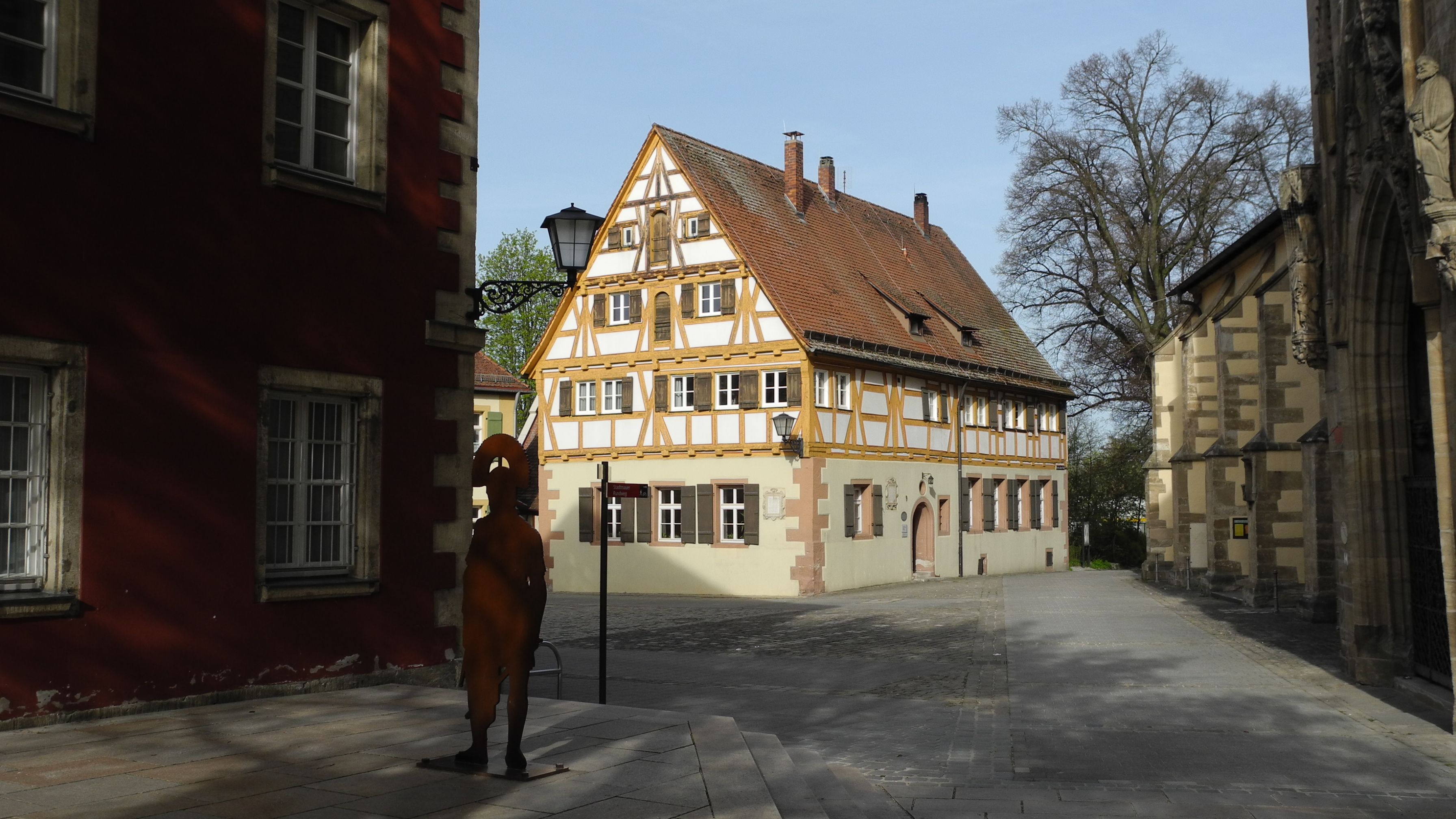
Alte Lateinschule de Weißenburg.

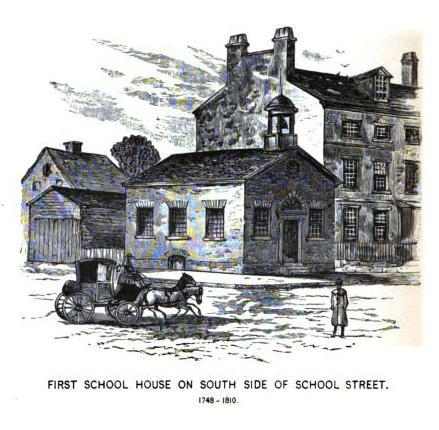
Latin School de Boston.

Escuela de latinidad o estudios de gramática eran las denominaciones de los centros educativos que se establecieron en muchas localidades españolas (llegó a haber más de cuatro mil) de la Baja Edad Media y Edad Moderna, para cumplir la función de enseñanza secundaria o preuniversitaria, permitiendo acceder a los conocimientos de latín y gramática necesarios para emprender los estudios superiores en las universidades, lo que daba oportunidades de acceder a la élite eclesiástica y burocrática que formaban los clérigos y letrados del Antiguo Régimen en España.

## Schola latinitatisoSchola latina,Latin school,Lateinschule
En el resto de Europa Occidental existieron escuelas similares (Latin school o Grammar school en Inglaterra, Lateinschule en los países germánicos). Inicialmente la gramática latina se enseñaba con las formas propias del latín medieval y los criterios propios del trivium, y paulatinamente (a partir de mediados del siglo XV) se fueron introduciendo las formas clásicas por influencia del humanismo renacentista (studia humanitatis). Permitían el ascenso social de una pujante clase media, y no era raro que estudiantes plebeyos accedieran a estas escuelas. Aunque las escuelas de latinidad existían en muchas partes de Europa antes del siglo XIV, hasta esa época no se concebían como un recurso accesible a los laicos, sino casi exclusivamente a los que pretendían continuar con una carrera eclesiástica. Las escuelas de latinidad comenzaron a perder influencia en la Europa católica a medida que las órdenes religiosas optaban por impartir enseñanzas preuniversitarias en lengua vernácula.

### Curriculum
El curriculum o plan de estudios de estas escuelas se basaba principalmente en textos clásicos, aunque también se incluían medievales. A menudo no se utilizaban los textos originales, sino adaptaciones alteradas para incluir historias morales o ejemplos pedagógicos de las reglas gramaticales. Era habitual recurrir a la forma poética o a la fábula. Los estudiantes debían aprender los principios del Ars Dictaminis, encaminados a la redacción de cartas formales. Se iniciaban con la gramática básica, y progresivamente se introducían en lecturas latinas más difíciles, como el Donatus (estadio del Ars Minor), un manual de sintaxis que se memorizaba, u otros texos más avanzados, que incluían glosarios y diccionarios. Aunque cada profesor podía usar distintos libros ("cada maestrillo tiene su librillo", se decía en castellano -alguno no tendría muchas luces, como "el maestro Ciruela, que no sabía leer y puso escuela"-), el más difundido quizá era el Doctrinale Puerorum de Alexandre de Villedieu, un largo poema de gramática latina, que incluye el discurso, la sintaxis, la métrica y las figuras retóricas. Tanto éste como muchos otros manuales no tan populares suelen agruparse en el conjunto del llamado "canon de libros de texto" A medida que se avanzaba en el Ars Dictaminis, se insistía más en la teoría y la práctica de la escritura de cartas formales en prosa. La poesía solía ser una materia apreciada por los profesores, no únicamente por su valor en la enseñanza del latín, sino como vehículo de valores morales y para la mnemotecnia. Aunque algunos poemas clásicos solían formar parte de los currículos, la poesía no era la principal enseñanza de estas escuelas; aunque en el Renacimiento se insistió más en ella, por su valor para el aprendizaje de la métrica y la formación del estilo. Se la veía como un vehículo para el aprendizaje más amplio de la gramática y retórica latina, que solía incluir conceptos y análisis de palabras.

### Ars Dictaminis
Ars Dictaminis era un área de estudio que se creó a finales de la Edad Media como una respuesta a la incrementada demanda social de comunicaciones escritas, principalmente entre las élites políticas y religiosas, pero no restringida a ellas. La retórica era vista como un método de persuasión, y a ella se encaminaban los cinco distintos aspectos del Ars Dictaminis: cómo formular una cuestión, cómo disponer el material, como encontrar las palabras adecuadas y los recursos estilísticos eficaces, cómo llevar todo ello a la memoria, cómo encontrar la correcta entonación y la gesticulación adecuada. No obstante, durante el Renacimiento, la retórica se desarrolló hacia el estudio de cómo escribir cartas oficiales y privadas, así como registros. El Ars Dictaminis revisado se basó en una de las obras de Cicerón, De inventione, y una pseudo-ciceroniana, Rhetorica ad Herennium. Su método se basaba en una estructura de cinco partes: salutatio (saludo), benevolentiae (obtener la aquiescencia del receptor), narratio (el punto de la discusión), petitio (petición) y conclusio (conclusión). Esta presentación sistemática se atribuye a la preferencia medieval por la organización jerárquica.

### Studia Humanitatis
Studia Humanitatis (o studia humaniora) fue el nuevo currículo fundado en la Edad Moderna por los humanistas. Se confiaba en que sumar una firme base en las "letras humanas" a la enseñanza elemental garantizaba el éxito académico. Los que se limitaban al Ars Dictaminis y no continuaban con el estudio de las "humanidades" no eran aceptados en las cancillerías europeas de la segunda mitad del siglo XVI.
Esta nueva disciplina académica incluía textos medievales, pero especialmente la literatura clásica, incluyendo tanto textos latinos como griegos, así como historia, retórica, dialéctica, filosofía natural, aritmética y lenguas modernas. El uso de autores paganos se hizo más habitual a medida que las instituciones eclesiásticas se involucraban menos en el método humanístico usado en las instituciones académicas preuniversitarias. Los Coloquios de Erasmo (1518), un libro que contiene diálogos encaminados al estudio de la gramática latina, se convirtió en uno de los libros más difundidos de su tiempo. Similares fueron los diálogos de la Exercitatio linguae latinae de Luis Vives.
Los estudiantes de los Studia Humanista eran vistos como capaces tanto de ejercer ocupaciones propias del mundo de la política como del mundo de los negocios. El aprendizaje de los clásicos y de las demás materias de este currículo capacitaba al que lo obtenía para hablar, argumentar y escribir con elocuencia y relevancia.

### Comenius
Comenius, desde 1631, ideó un método de Schola latina, parcialmente inspirado en obras del Brocense, que debería seguirse desde los 12 a los 18 años. Para seguirlo escribió tres libros: Ianua Linguarun reserata (que recoge ocho mil palabras latinas, presentadas en cien capítulos sobre la naturaleza y la vida común de los hombres), Vestibulum Linguae Latinae (como preámbulo al primero) y Atrium Latinitatis (como culminación). El éxito del Ianua fue extraordinario, y se difundió por toda Europa en ediciones bilingües, trilingües y hasta cuadrilingües.

## Edad Contemporánea en España
En el contexto de la crisis final del Antiguo Régimen en España, antes de la reforma educativa liberal de la ley Moyano, se pretendió renovar las escuelas de latinidad, con un plan de José Mamerto Gómez Hermosilla durante el ministerio de Calomarde (1825).

## Humanistisches Gymnasium
En la Alemania de mediados del siglo XIX se crearon Humanistisches Gymnasium.